# رامگاتی
رامگاتی (به لاتین: Ramgati) یک منطقهٔ مسکونی در بنگلادش است که در ناحیه لاکشیم‌پور واقع شده‌است. رامگاتی ۵۷۰٫۵۵ کیلومتر مربع مساحت و ۳۳۵٬۲۴۳ نفر جمعیت دارد.